# Serge Berthoumieux
Pour les articles homonymes, voir Berthoumieux.
Jean Serge Berthoumieux, né le 16 décembre 1904 à Bordeaux et mort le 10 décembre 1986 à Draveil, est un critique musical, violoniste, et librettiste français. Il est l'un des fondateurs de l'Académie Charles-Cros.

## Biographie
Ses parents se fixent à Fontainebleau et Serge Berthoumieux y étudie le violon au conservatoire américain, faisant ainsi la connaissance de son directeur, Maurice Ravel.
Il devient un violoniste confirmé reconnu par des musiciens tels que Ivry Gitlis qui lui disait « Tu es habité par le violon ! » ou par Maurice Ravel qui l'encourage à continuer dans le domaine de la critique musicale.
Il travaille à la réalisation d’œuvres musicales et de concerts, et participe à des conférences, aussi bien pour la radio que pour la télévision. 
Après la Seconde Guerre mondiale, il est cofondateur de l'Académie Charles-Cros.
De 1952 à 1976, il anime une émission de critique musicale à l’ORTF. 
Il est critique musical pour plusieurs journaux, tels que Le Figaro Littéraire, le magazine Diapason, la "Revue du Son". Il fonde également la "Revue musicale de France".  Ses critiques musicales figurent au revers de plusieurs pochettes de disques 33 tours de musique classique.
À Brunoy, il prête sa compétence pour un concert d’orgues à l’église Saint-Médard avec la présence active de Pierre Cochereau et du trompettiste Roger Delmotte.

## Discographie
Livrets musicaux de Serge Berthoumieux.
- Debussy : Préludes, direction Jean-Claude Casadesus, Éditeur RCA - sortie 1961
- Hector Berlioz La Symphonie Fantastique - 33 Tours Éditeur : RCA - sortie : 1961
- Hector Berlioz - Orchestre Philharmonique De Vienne, chef d'orchestre Pierre Monteux -  Symphonie Fantastique, éditeur	RCA - sortie : 1962
- Hector Berlioz - Charles Munch, Boston Symphony Orchestra, New England Conservatory Chorus - Requiem - éditeur RCA - sortie :	1974
- Maurice Ravel - Orchestre Philharmonique De Strasbourg, chef d'orchestre Alain Lombard - Boléro, La Valse, Daphnés et Chloé Suite no 2 éditions Erato - sortie : 1975
- Charles Munch Dirige Ravel - Boléro / La Valse / Pavane / Daphnés et Chloé, éditions Hachette - sortie : 1979
- Tchaikowsky - N.B.C. Symphony Orchestra, chef d'orchestre Arturo Toscanini - Manfred, Poème Symphonique, éditions La Voix De Son Maître  -
- Tchaikowsky, N.B.C. Symphony Orchestra, chef d'orchestre Arturo Toscanini, - Symphonie No. 6 En Si Mineur Op. 74 "Pathétique" , éditions La Voix De Son Maître -
- Bach, Mozart, violoncelle Michel Tournus, alto Serge Collot, violon Gérard Jarry, pochette du disque "l'appel Du Printemps" d’Alfred Manessier, producteur Roland Douatte, éditeurs A. Buczinsky et Henri de Fremery